# Alix Berthet
Pour les articles homonymes, voir Berthet.
Alix Berthet, né le 15 août 1907 à Villard-Reculas (Isère) et mort le 11 décembre 1973 à Saint-Marcellin (Isère), est un homme politique français.

## Biographie
Alix Berthet devient pupille de la Nation quand son père qui est instituteur et militant socialiste meurt durant la Première Guerre mondiale. Il obtient son brevet supérieur à l'École primaire supérieure de La Côte-Saint-André, puis il est accepté à l'École normale d'instituteurs de Grenoble en 1924. Quand il en sort en 1927, il fait son service militaire à Bizerte dans le 8e RTT. Il est nommé instituteur à Décines-Charpieu en 1929 puis se marie. Il rejoint l'école primaire de Bévenais où il exercera de 1931 à 1940.
Il participe à la création du Dauphiné libéré (fin 1945), dont il gère la direction politique (1945-été 1946), puis comme membre du conseil d'administration du journal (1945-1955). Son activité journalistique dérange et ce sont les communistes isérois qui très clairement s'y opposent.
Il se présenta aux législatives de 1945 pour la première Assemblée nationale constituante, aux élections de juin 1946 et même aux législatives de novembre, où il arriva à chaque fois en deuxième position derrière Lucien Hussel, alors qu'il n'y avait qu'un seul siège pour la liste SFIO.
Il devient secrétaire fédéral de la SFIO en 1947 et assume en parallèle la direction de L'Espoir, un hebdomadaire politique.
Aux élections de 1951, Lucien Hussel décide de ne pas briguer un énième mandat et chaperonne Alix Berthet qui du coup est devenu tête de liste. Lors du scrutin la SFIO s'apparente avec l'UDSR, le parti radical et le MRP mais aucun accord n'est trouvé avec les Indépendants et paysans. La liste SFIO obtient 31 552 voix sur 12,6 % et l'élection du candidat Berthet est validée le 6 juillet 1951.

## Détail des fonctions et des mandats
Mandats parlementaires
- 17 juin 1951 - 1er décembre 1955 : député de l'Isère
- 2 janvier 1956 - 8 décembre 1958 : député de l'Isère